# كابريرا دي مار
بلدية كابريرا دي مار (بالكاتالانية: Cabrera de Mar) هي إحدى بلديات مقاطعة برشلونة، والتي تقع في منطقة كاتالونيا، شرق إسبانيا.
يبلغ عدد سكانها 4.269 نسمة وفقاً لإحصائية سنة (2007).

## أعلام
- خوسيه مانويل مارتينيز بل